# Uno spiraglio al cuore
Uno spiraglio al cuore è un singolo della cantautrice italiana Mariella Nava pubblicato il 25 febbraio 1988 dalla BMG Ariola su licenza Calycanthus.

## Descrizione
Il brano viene presentato in gara al Festival di Sanremo 1988, nella categoria Nuove Proposte, ma non riesce a superare la serata eliminatoria non accedendo alla finale. 
Il singolo esce in versione 45 giri (RCA - PB41809).
Il brano viene inserito nell'album di debutto Per paura o per amore, uscito in concomitanza della seconda partecipazione al festival.

## Tracce
Testi e musiche di Mariella Nava
Lato A
1. Uno spiraglio al cuore – 4:07

Lato B
1. Ah! Valeria... – 4:02

## Formazione
- Mariella Nava - voce
- Paolo Carta - chitarra elettrica
- Maurizio Tirelli - tastiere, programmazione computer